# 南島興
南島 興（みなみしま こう、1994年8月28日 - ）は、日本の美術評論家。

## 経歴
- 1994年8月28日 東京都福生生まれ[1]。
- 2017年 國學院大學文学部哲学科卒業。
- 2019年 東京藝術大学大学院美術研究科修士課程修了（西洋美術史）[2]。
- 2021年 東京藝術大学大学院美術研究科博士課程後期退学（美学）[3]。
- 2021年 横浜美術館学芸員[4]。
- 2025年 フリーランス

## イベントへの出演、または主宰イベント
- 「芸術動画」登壇（2019）[5]
- アート・ジャーナリズムの夜（2021 - 2022）[6]
- 24時間アートラジオ（2023）[7]
- 文化庁アートクリティック事業「レクチャーシリーズ：批評と芸術」登壇（2024）[8]
- 「シリーズ:美術批評を読む」（2024）[9]
- 「みなみしまの芸術時評」（2024）[10]

## 人物
- 2020年から3年ほど勉強会を続けている[11]。
- 2020年にZOOM雑談会を行っている。ZOOM雑談会について、「Twitterに蔓延するこの窮屈さを少しだけ和らげるリラクゼーションの試みである。東京に緊急事態宣言の発令された5月にみんなが何を思っているのか、人の話が聴きたくて始めたオンライン会話である。実際にはTwitterで開始の数時間前に告知して、初対面の方も含めた数名の方とZOOMを使って、いろいろお話しする。内容は雑談とは謡いつつも、昨今の社会問題や人生相談について、短くても3時間、長い時は10時間以上に渡って、まじめな話をしていることが多い。」と語る[12]。
- 卒業論文「ジョルジョ･モランディ」は、國學院大學哲学会賞佳良賞受賞[13]。修士論文もジョルジョ・モランディについて。
- 旅行誌を擬態する批評誌「LOCUST」編集部[14]。
- 全国の常設展・コレクション展をレビューするプロジェクト「これぽーと」代表[15][16]

## 企画
- 「New Artist Picks: Wall Project 浦川大志｜掲示：智能手机ヨリ横浜仮囲之図」（2022 - 2023、横浜美術館）[17]
- 「第8回横浜トリエンナーレ「野草：いま、ここで⽣きてる」」（担当、2024、横浜美術館、旧第⼀銀⾏横浜⽀店、BankART KAIKO、クイーンズスクエア横浜、元町・中華街駅連絡通路）
- 「おかえり、ヨコハマ」（担当、2025、横浜美術館）[18]
- 「ミュージアム外のインターネットラジオ」（artscape、2025 - ）[19]

## 執筆

### 書籍
- 『「フィルムメーカーズ㉑　ジャン＝リュック・ゴダール』宮帯出版社, 2020[20]
- 『坂口恭平の心学校』 晶文社, 2023[21]
- 『素面のコミュニケーション原論』金風舎, 2024[22]

### 論考
- Tokyo Art Beat 大阪・関西万博レビュー寄稿,2025[23]
- 「アートコレクターズ11月号」超絶技巧ではなく不鮮明さを（岩崎広大個展レビュー）,2023
- 「アートコレクターズ8月号」私がメディアである。（KOURYOU個展レビュー）,2023
- 「アートコレクターズ5月号」日記は再発明される（坂口恭平個展レビュー）,2023
- ARTNewsJAPAN 「学校を再発明せよ！現代美術、過去10年への応答」,2022
- 「アートコレクターズ11月号」生き残るのは、私か、私たちか、それとも（あいち2022レビュー）,2022
- 『美術手帖（12月号）』沢山遼『絵画の力学』書評：「地面を見よ！」,2020
- 文春オンライン「「難しい言葉を使うくせに」ネットに蔓延する“現代アート嫌い”、理由は「特権意識」なのか」,2020
- 文春オンライン「美術館女子炎上問題、「インスタ映えはアートをないがしろにしている」の矛盾」,2020

### インタビュー
- 東急の新規アート事業「Art Valley」の出展作家の連続インタビューを担当